# Jacob de Kempenaer

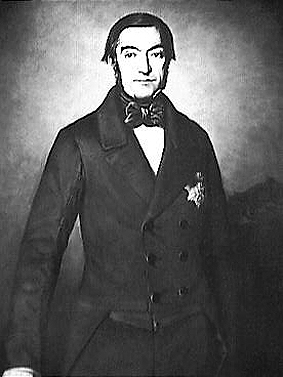
J.M. de Kempenaer

Jacobus Mattheüs de Kempenaer (Ámsterdam, 6 de julio de 1793-Arnhem, 12 de febrero de 1870) fue un abogado y político en Arnhem, donde sirvió como presidente de la Cámara de Comercio, miembro de la junta de Arnhem y representante en los Estados Generales de los Países Bajos por Gelderland.  
En los Estados Generales de Kempenaer era considerado un liberal, y en 1844 fue uno de los nueve miembros encargados de iniciar la reforma de la constitución. De Kempenaer fue elegido en 1848 para la comisión constitucional encabezada por Johan Rudolph Thorbecke, y como ministro del Interior y de facto primer ministro de los Países Bajos jugó un papel decisivo en la revisión del texto constitucional. Habiendo dimitido de sus deberes en 1849, se convirtió en un conservador, en oposición a Thorbecke.

## Familia
De Kempenaer se casó en Haarlem el 19 de agosto de 1818 con Dina Arnoldies Gerlings Jacoba (1796-1871), teniendo tres hijos y tres hijas.
- Datos: Q386743
- Multimedia: Jacobus Mattheüs de Kempenaer / Q386743